# خولیو پرز

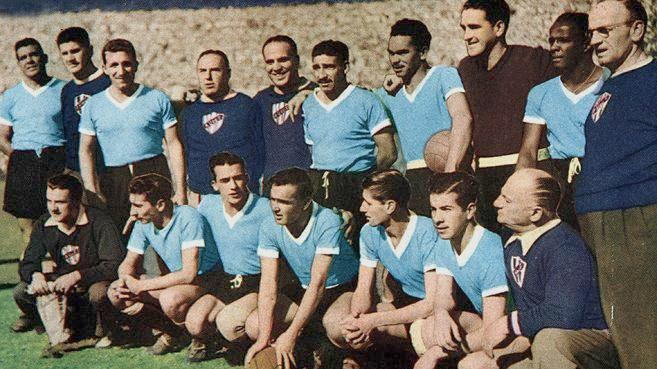
تیم ملی فوتبال اروگوئه در جام جهانی ۱۹۵۰

خولیو پرز (اسپانیایی: Julio Pérez‎; ۱۹ ژوئن ۱۹۲۶ – ۲۲ سپتامبر ۲۰۰۲) بازیکن فوتبال اهل اروگوئه بود.
از باشگاه‌هایی که در آن بازی کرده‌است می‌توان به باشگاه فوتبال ناسیونال اروگوئه و باشگاه ورزشی اینترناسیونال اشاره کرد. وی به‌همراه تیم ملی فوتبال اروگوئه قهرمان جام جهانی فوتبال ۱۹۵۰ شده است. 